# Turó del Campcirer
El Turó del Campcirer és una muntanya de 660,9 metres del terme municipal de Sant Feliu de Codines, a la comarca del Vallès Oriental.
Està situat al nord del terme municipal, a prop del límit amb Sant Quirze Safaja. És a llevant de la masia del Flequer, a la dreta del Tenes, a ponent de l'extrem meridional dels Cingles del Perer. Queda al sud-oest del cim del Fitó.